# Sangiaccato di Dibra
Il sangiaccato di Dibra, o sangiaccato di Debar, (in turco Debre Sancağı, in albanese Sanxhaku i Dibrës, in macedone Дебарски санџак?) era uno dei sangiaccati dell'Impero ottomano. La sua capitale era Debar, in Macedonia (nell'odierna Macedonia del Nord). Oggi la parte occidentale del suo territorio appartiene all'Albania (Basso Dibra e Mat) e la parte orientale alla Macedonia del Nord (Reka e Debar).

## Estensione e suddivisioni
Oltre a Debar, il territorio del sangiaccato di Dibra comprendeva parti dell'Albania settentrionale, vale a dire Krujë e le aree tra i fiumi Mat e Drin Nero. Nel 1440, Skanderbeg fu nominato sanjak-bey del sangiaccato di Dibra.
Dalla metà del XIX secolo, il sangiaccato di Dibra era costituito da due kaza: Debar e Reka. Al momento della sua dissoluzione nel 1912, aveva quattro kaza: Debar, Reka, Mat e Basso Dibra.

## Cultura e demografia
Nel tardo periodo ottomano, il sangiaccato di Dibra aveva una popolazione di 200.000 abitanti. Debar, la città principale e capitale, aveva 20.000 abitanti, 420 negozi, 9 moschee, 10 madrase, 5 tekke, 11 scuole primarie gestite dal governo, 3 scuole primarie cristiane, 1 scuola secondaria e 1 chiesa. A causa della sua posizione strategica come sede di un sangiaccato, una divisione dell'esercito ottomano era di stanza all'interno della città.
Le tribù albanesi conosciute come le "Tigri di Dibra" detenevano il potere nelle aree montuose del sangiaccato, insieme a gran parte della valle. Queste tribù, note come malësorët (montanari), erano per lo più musulmane e si governavano secondo il Kanun, un insieme di leggi tradizionali albanesi codificate da Skanderbeg. I costumi di questi malësorët erano profondamente intrisi di un senso di onore personale, ed erano noti per attribuire grande valore al concetto di besa (un pegno d'onore), oltre che per le faide di sangue (gjakmarrja).
Una delle più grandi tribù dei malësorët era la tribù Mati, che contava 1.200 famiglie. Una delle famiglie più importanti dei Mati erano gli Zogolli, che sono più noti per essere il clan da cui discendeva Ahmed Zogu, futuro re d'Albania. Anche molti pascià (alti funzionari ottomani) provenivano dalla famiglia Zogolli.
Fino al 1880, il sangiaccato di Dibra fu classificato linguisticamente e culturalmente come parte della regione dei Geghi.

### Indagine demografica del 1897
Nel 1897, il console russo nel Vilayet di Monastir, A. Rostkovski, completò un'indagine demografica molto limitata del sangiaccato di Dibra. La maggior parte delle porzioni dell'indagine non tornano, e degno di nota è il numero altamente improbabile di albanesi rappresentati in particolari regioni. Ciò è molto probabilmente attribuibile a un errore derivante dalla categorizzazione degli individui sia per etnia che per religione; si presume che il numero totale di albanesi sia 52.144, ma solo 9.408 di questi sono rappresentati in subtotali a causa dell'appartenenza religiosa, mentre il resto non è stato contato.
|               | Sangiaccato di Dibra                                   | Dibra superiore (Debar)                                | Reka                                                                | Dibra inferiore/Mat |
| ------------- | ------------------------------------------------------ | ------------------------------------------------------ | ------------------------------------------------------------------- | ------------------- |
| Popolazione   | 82.644                                                 | N / D                                                  | N / D                                                               | N / D               |
| Gruppo etnico | 52.144 albanesi, 28.015 slavi, "nessun turco ottomano" | 3.548 albanesi, 15.993 slavi                           | 5.860 albanesi, 12.022 slavi                                        | "Nessuno slavo"     |
| Religione     | N / D                                                  | 3.548 " cristiani ", 12.355 esarchici, 3.638 eparchici | 3.518 musulmani, 2.342 "cristiani", 11.850 esarchici, 172 eparchici | N / D               |

## Fusioni amministrative (Vilayet)
Nel 1867, il sangiaccato di Dibra si fuse con il sangiaccato di Prizren e il sangiaccato di Scutari per diventare Vilayet di Scutari. Nel 1871 fu unito al sangiaccato di Prizren, al sangiaccato di Skopje e al sangiaccato di Niš in un unico vilayet, il vilayet di Prizren, che in seguito divenne parte del Vilayet del Kosovo nel 1877.
Il sangiaccato di Dibra fu separato dal vilayet del Kosovo e unito al Vilayet di Monastir dopo il Congresso di Berlino nel 1878. Il sangiaccato divenne ben collegato con il resto del Vilayet di Monastir e, nel periodo precedente alla sua dissoluzione, più della metà delle sue importazioni proveniva da Skopje e un quarto da Bitola.

## Dissoluzione
Il 4 settembre 1912, la vittoriosa rivolta albanese del 1912 permise a parte del sangiaccato di Dibra di trasferirsi nel vilayet albanese, a seguito della richiesta della rivolta di una maggiore autonomia. Tuttavia, il vilayet albanese non sarebbe stato realizzato, a causa dello scoppio della prima guerra balcanica (1912-1913), un mese dopo.
Durante la prima guerra balcanica, il sangiaccato di Dibra fu occupato dal Regno di Serbia, insieme al resto dei sangiaccati destinati a diventare il proposto vilayet albanese. A causa dell'occupazione, i capi albanesi chiesero all'imperatore Francesco Giuseppe I d'Austria-Ungheria di sostenere l'indipendenza dell'Albania, ma tutto ciò che concesse fu il sostegno all'autonomia albanese all'interno dell'Impero ottomano.
Nonostante ciò, nel 1912 l'Albania Indipendente fu dichiarata al Congresso panalbanese, e fece una petizione alla Conferenza di Londra del 1913 per il riconoscimento sulla base dei diritti etnici degli albanesi. Tuttavia tali richieste di una sovranità più ampia furono ignorate.
Nel Trattato di Londra (1913), molti dei sangiaccati albanesi furono divisi tra il Regno di Grecia, il Regno del Montenegro e il Regno di Serbia. Di conseguenza, il sangiaccato di Dibra fu sciolto e il suo territorio fu diviso tra la Serbia e il nuovo Principato d'Albania.

## Governatori
- Skanderbeg (1440–novembre 1443)
- Moisi Golemi (1455–?)
- Abdullah Pasha (fl. 1897)[15]